# Edwa maryae
Genre
Espèce
Edwa maryae, unique représentant du genre Edwa, est une espèce fossile d'araignées mygalomorphes de la famille des Dipluridae.

## Distribution
Cette espèce a été découverte dans la formation Blackstone au Queensland en Australie. Elle date du Trias.

## Publication originale
- Raven, Jell & Knezour, 2015 : Edwa maryae gen. et sp. nov. in the Norian Blackstone Formation of the Ipswich Basin – the first Triassic spider (Mygalomorphae) from Australia. Alcheringa, vol. 39, no 2, p. 259–263.